# Ctimene vacuata
Ctimene vacuata är en fjärilsart som beskrevs av W. Warren 1898. Ctimene vacuata ingår i släktet Ctimene och familjen mätare. Inga underarter finns listade i Catalogue of Life.